# União Ibérica
```
   |-
       |
Erro:
:  
valor não especificado para "
nome_comum
"
```

União ibérica é o termo historiográfico que designa a monarquia composta que regeu a Península Ibérica de 1580 a 1640, resultado da união dinástica filipina entre as monarquias de Portugal e da Espanha após a Guerra da Sucessão Portuguesa. Na sequência da crise de sucessão de 1580 em Portugal, uma união dinástica que juntou as duas coroas, bem como as respectivas possessões coloniais, sob o controle da monarquia espanhola durante a chamada dinastia Filipina. O termo união ibérica é uma criação de historiadores modernos.
Sancho III de Navarra e Afonso VII de Leão e Castela tomaram ambos o título de Imperator totius Hispaniae, que significa "Imperador de Toda a Hispânia". A união poderia ter sido alcançada antes se Miguel da Paz (1498-1500), Príncipe de Portugal e das Astúrias, filho do primeiro casamento do rei Manuel I com a infanta Isabel de Aragão, tivesse chegado a ser rei, mas este morreu na infância.
A história de Portugal desde a crise de sucessão iniciada em 1578 até aos primeiros monarcas da dinastia de Bragança foi um período de transição. O reino de Portugal estava no auge no início deste período.
Ao longo do século XVII, a crescente predação às feitorias portuguesas no Oriente por holandeses, ingleses e franceses, e a rápida intrusão no comércio atlântico de escravos, minou o lucrativo monopólio português no comércio oceânico de especiarias e no tráfico de escravos, iniciando um longo declínio. Em menor medida, o desvio de riqueza de Portugal pela monarquia dos Habsburgo para sustentar o lado católico na Guerra dos Trinta Anos, também criou tensões dentro da união, embora Portugal tenha beneficiado do poderio militar espanhol para ajudar a manter o Brasil e impedir o comércio holandês. Estes eventos, e aqueles que ocorreram no final da dinastia de Aviz e no período da união ibérica, levaram Portugal a um estado de dependência das suas colónias, primeiro da Índia e depois o Brasil.

## Início da união

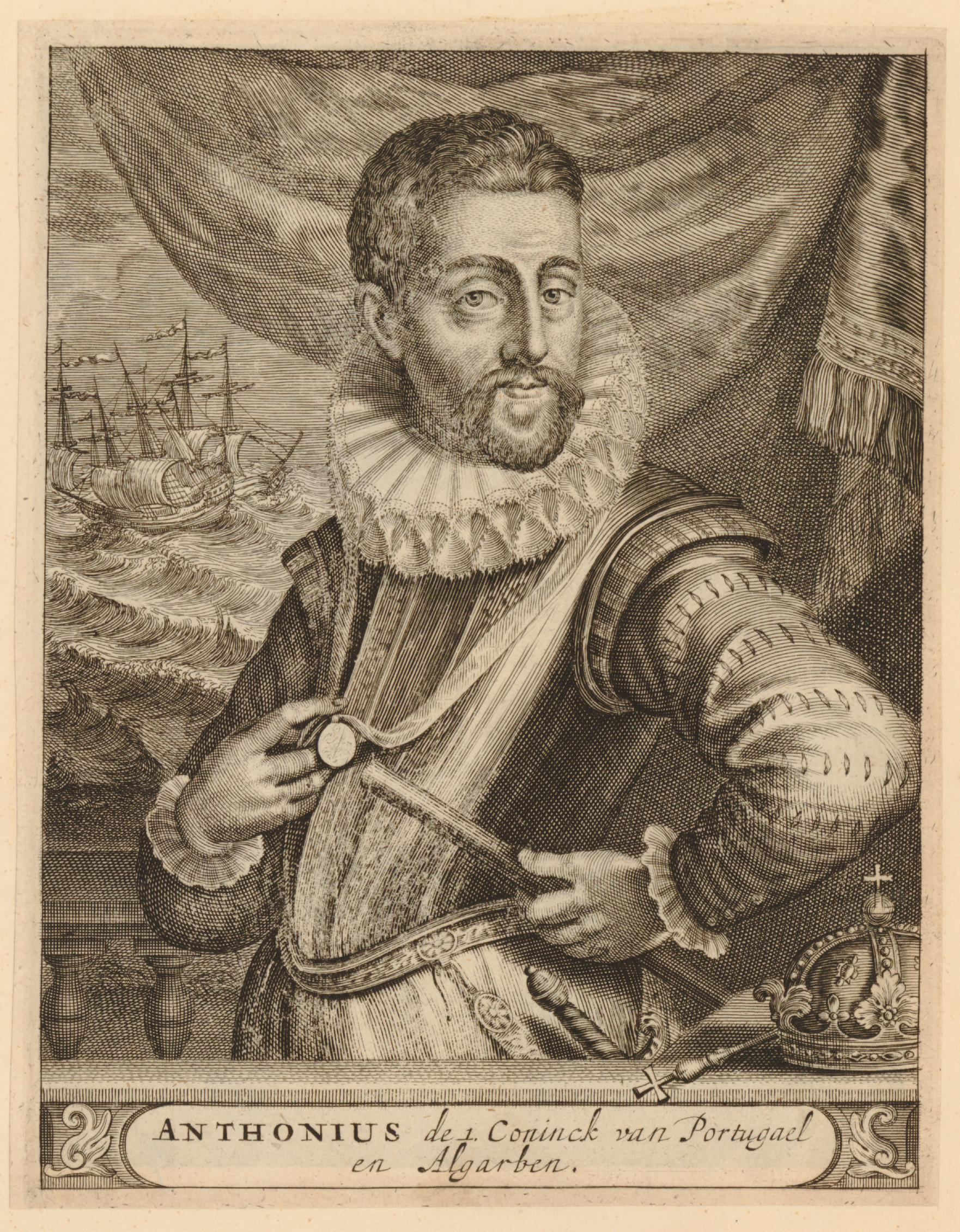
António, Prior do Crato, aclamado António I de Portugal em 1580

Em 1554, o herdeiro do trono português e nono filho do rei João III, príncipe João Manuel e sua esposa, Joana da Áustria, conceberam um filho, logo chamado de "o Desejado", pois seu nascimento asseguraria a Dinastia de Avis no trono de Portugal, já que os oito primeiros filhos do rei haviam morrido. João Manuel teve o mesmo destino dos irmãos, morrendo menos de 20 dias antes do nascimento de seu filho, batizado Sebastião. Assim, a expectativa de que o futuro rei produzisse semente era muito grande. Porém, logo na juventude, Sebastião, que herdara o trono aos 14 anos, fez voto de castidade, o que despertou preocupação sobre o futuro da monarquia.
A derrota na batalha de Alcácer-Quibir em 1578, que resultou na morte precoce do jovem rei português, predisse o fim da Dinastia de Avis. O sucessor, seu tio Cardeal Henrique de Portugal, tinha 70 anos na época. À sua morte, em 31 de Janeiro de 1580, seguiu-se uma crise de sucessão, com três netos do rei Manuel I a reivindicar o trono: Catarina, infanta de Portugal, duquesa de Bragança (filha do infante Duarte e da infanta Isabel de Bragança) António, Prior do Crato (filho de Luís, duque de Beja e de Violante Gomes) e o rei Filipe II de Espanha (filho do rei Carlos V e de Isabel de Portugal).

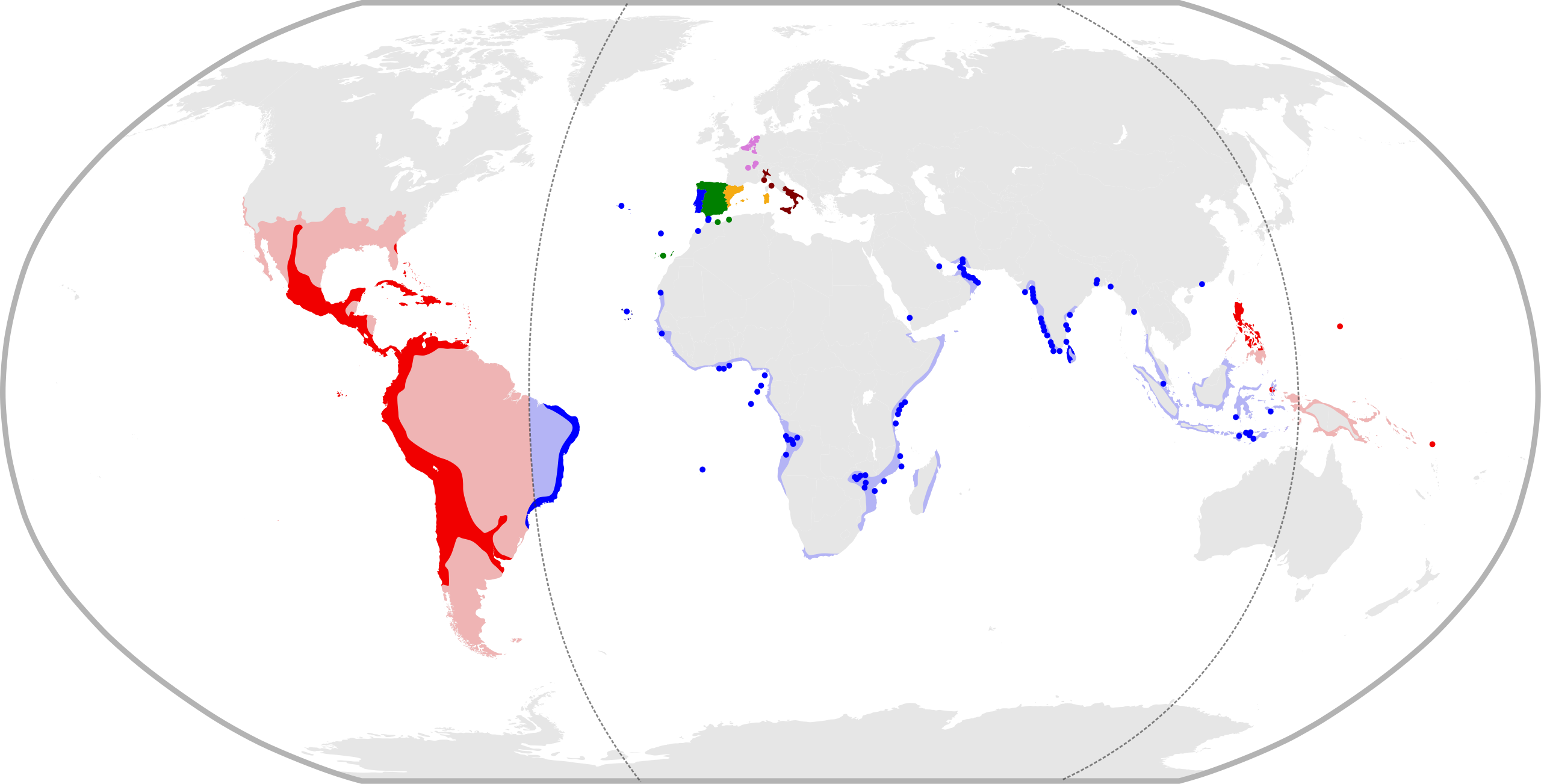
Mapa dos Impérios Espanhol e Português conjuntos sob a união Ibérica, em 1598.
Territórios da jurisdição do Conselho de Castela
Territórios da jurisdição do Conselho de Aragão
Territórios da jurisdição do Conselho de Portugal
Territórios da jurisdição do Conselho de Itália
Territórios da jurisdição do Conselho das Índias
Territórios da jurisdição do Conselho de Flandres

A maioria dos membros do Conselho de Governadores do Reino de Portugal apoiou Filipe. Após partirem para Espanha, declaram-no o sucessor legal do Henrique. Perante a falta de uma decisão clara sobre a sucessão, os dois principais pretendentes passam à acção: o primeiro movimento foi de Filipe II, cujas forças castelhanas entram no Alentejo a 16 de Fevereiro, tomando sem resistência diversas praças. O Prior do Crato consegue um crescente apoio do povo, mobilizando a seu favor o sentimento patriótico e a recusa à aceitação de um monarca estrangeiro. Em 24 de Julho de 1580, foi aclamado rei de Portugal pelo povo de Santarém, e, em seguida, em muitas cidades e vilas do país. Assumindo o título de António I, partiu para Lisboa onde foi recebido sem grande entusiasmo.
O Terço Espanhol comandado pelo terceiro duque de Alba, Fernando Pimentel marchou para a capital. Antes de entrar em Lisboa, o duque de Alba impôs às províncias portuguesas a sujeição a Filipe II. A 25 de Agosto travou a Batalha de Alcântara, derrotando a força leal ao Prior do Crato chefiada por Diogo de Meneses. Enquanto isso, permitiu aos seus soldados saquear os arredores da capital, onde apreendeu um imenso tesouro.

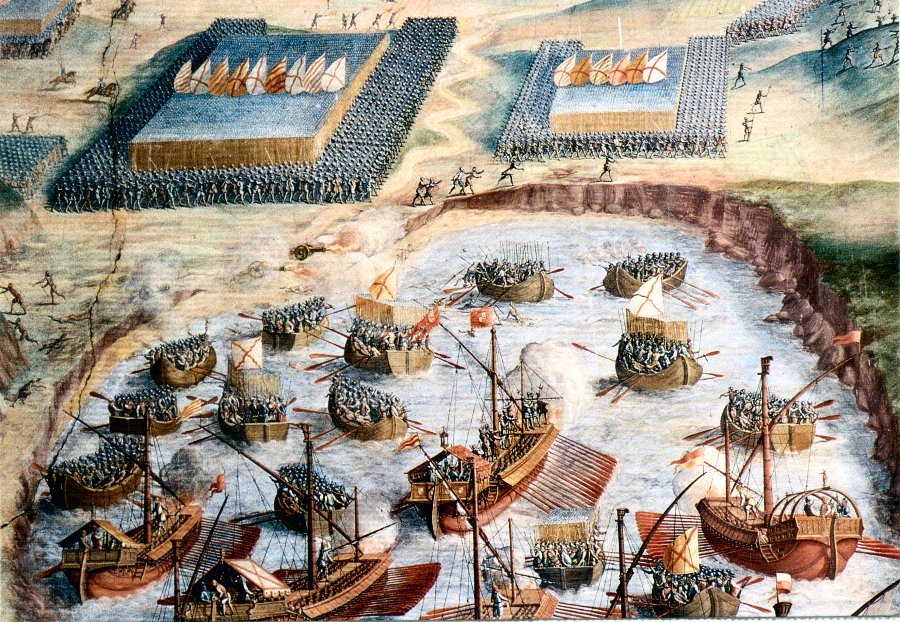
Desembarque das tropas espanholas na baía das Mós, ilha Terceira, Açores em 1583.
Pintura mural em El Escorial, Madrid

Filipe II de Espanha foi coroado como Filipe I de Portugal em 1581, sendo reconhecido como rei pelas Cortes de Tomar, iniciando a Casa de Habsburgo portuguesa, a chamada dinastia Filipina. A resistência liderada por António recuou para os Açores, onde até 1583 este foi reconhecido como rei e chegou a cunhar moeda. A rendição deu-se após encarniçadas lutas, com o Desembarque da Baía das Mós.
Quando Filipe partiu em 1583 para Madrid, nomeou o seu sobrinho, o cardeal Alberto de Áustria como Vice-rei de Portugal sediado em Lisboa. Em Madrid, estabeleceu o Conselho de Portugal para o aconselhar sobre assuntos portugueses. O status de Portugal foi mantido pelos dois primeiros reis da União Ibérica, Filipe I e seu filho Filipe II de Portugal e III de Espanha. Ambos os monarcas deram excelentes posições a nobres portugueses nas cortes espanholas, e Portugal manteve uma lei própria, moeda e governo. Numa altura em que não existia uma capital fixa, chegou a ser equacionado estabelecimento em Lisboa, Sevilha ou Barcelona, mas o peso do centro da Península Ibérica e escasso apoio noutras latitudes, acabou por se escolher Madrid.

## Governo

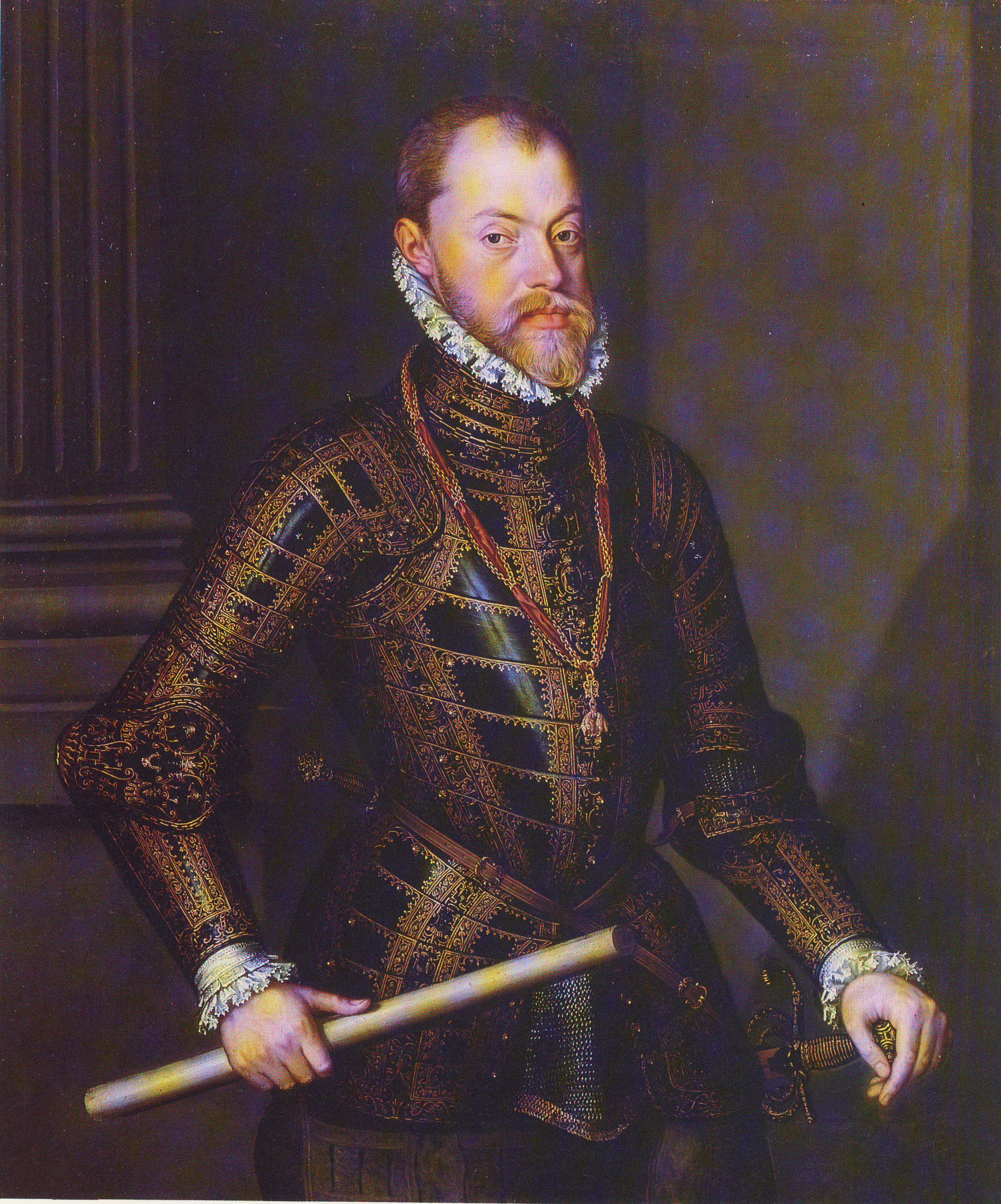
Filipe II de Espanha, Filipe I de Portugal em c.1570

Devido à complexidade da governação ibérica, o monarca espanhol precisava de alguns órgãos auxiliares, como os Conselhos (Consejos), dedicados ao aconselhamento e resolução de problemas, e submetidos ao conhecimento e dictum do monarca. Esta complexidade precisava de uma sede permanente, e o rei Filipe II de Espanha estabeleceu em 1562 a capital permanente em Madrid, sede da Corte Real e do pessoal administrativo, embora transferida durante um breve período (1601-1606) para Valladolid, com toda a equipe administrativa.
Quanto ao funcionamento, a correspondência administrativa vinha dos diferentes Conselhos para Madrid, em seguida o secretário de cada Conselho organizava o material que tinha que entregar à atenção do rei e, mais tarde, o rei reunia com os secretários solicitando o parecer do Conselho. Depois, o Conselho respondia após reunir para tratar a questão e fazer a consulta formal ao monarca. O secretário levava a consulta ao rei, e devolvia-a ao Conselho com a resposta a ser executada. As reuniões dos Conselhos tinham lugar no palácio real, e habitualmente não contavam com a presença do rei. Neste sistema polisinodial, o "Consejo de Estado" (Conselho de Estado) destacava-se pela sua importância. O Conselho de Estado em Madrid, encarregado de deliberar sobre as principais decisões que diziam respeito à organização e à defesa do conjunto da monarquia hispânica, tinha frequentemente de entrar em assuntos portugueses. Também o Conselho de Guerra (Consejo de Guerra) exerceu a sua jurisdição sobre as tropas colocadas em fortalezas Castelhanas estabelecidas no litoral Português.

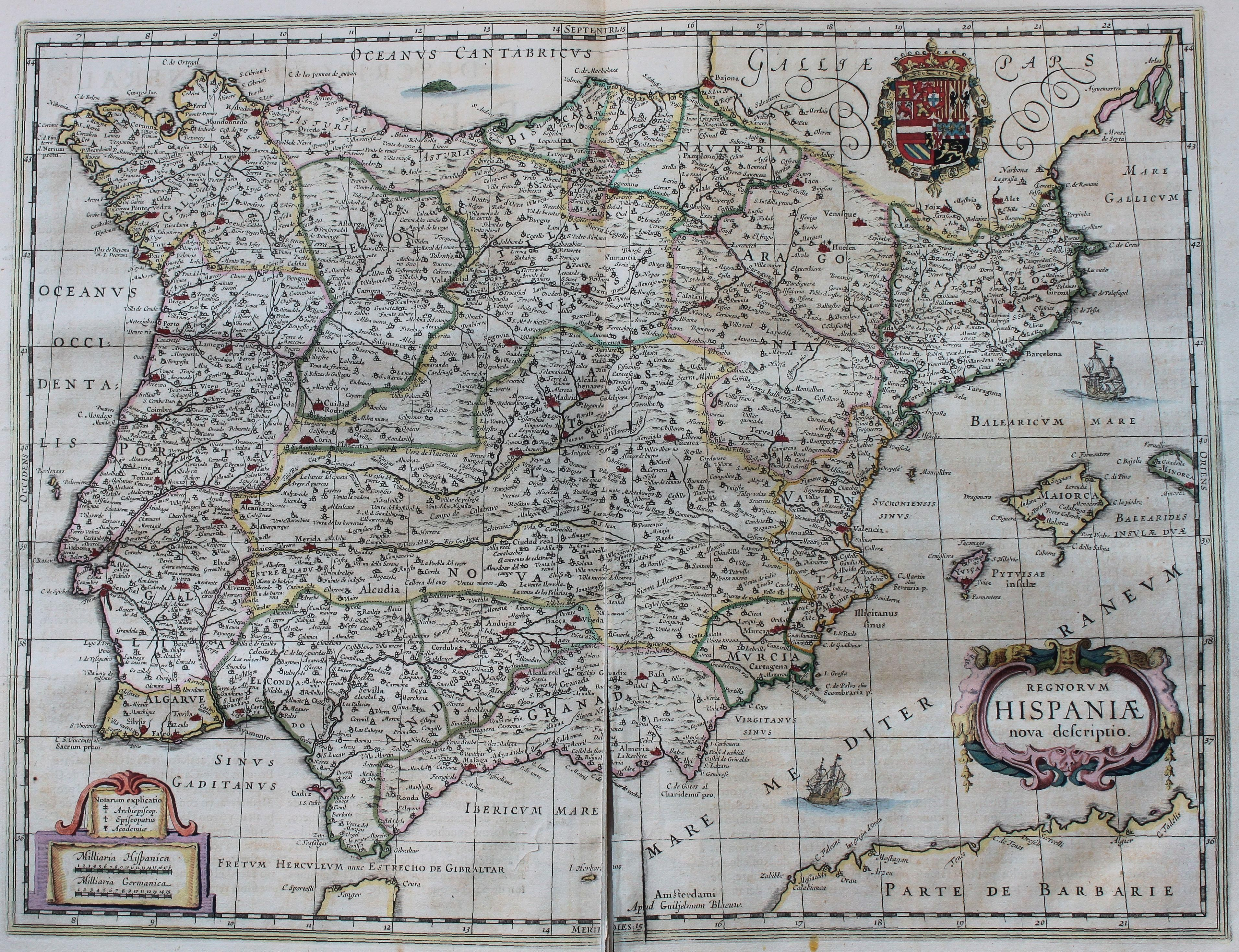
Mapa do início do século XVII intitulado originalmente em latim Regnorum Hispaniae nova descriptio (nova descrição dos Reinos de Hispânia)

Existiam também conselhos de caráter territorial, dedicados a gerir um espaço territorial concreto: o Conselho de Castela, o Conselho de Aragão, o Conselho de Navarra, o Conselho da Itália, do Conselho das Índias, o Conselho de Flandres, e do Conselho de Portugal. O Conselho de Portugal, criado em 1582, era constituído por um presidente e seis (mais tarde quatro) conselheiros, sendo extinto em 1668. A função do Conselho consistia em representar junto do rei os tribunais da Coroa de Portugal para as questões que dependiam das cortes, graça, e finalmente, da economia do domínio real Português. Qualquer decisão do rei relativa ao reino devia ser objeto de uma consulta ao Conselho antes de ser transmitida à chancelaria de Lisboa e às cortes em causa. O Conselho de Portugal teve duas ausências: em 1619, dada a presença do Rei em Lisboa, e entre 1639-1658, substituído pela Junta de Portugal. A partir da Restauração, o Conselho manteve-se, já que Filipe IV não havia reconhecido a independência de Portugal, atendendo os portugueses fieis à coroa espanhola e o governo de Ceuta.

### Governo em Portugal

Armas da Monarquia Habsburgo após a integração da Coroa de Portugal com o escudo português em ponto de honra; conjunto envolvido pelo colar da Ordem do Tosão de Ouro. O escudo português também foi pintado na abóbada do Salão dos Reinos em Madrid na década de 30 do século XVII.

Quanto ao governo do reino de Portugal em particular, durante a união os Habsburgos respeitaram globalmente os compromissos assumidos nas Cortes de Tomar de 1581, permitindo uma considerável autonomia dos portugueses e dos territórios de seu império. Mantiveram-se repartições públicas reservadas para assuntos portugueses no território e no exterior. O rei estava representado em Lisboa pelo Vice-rei de Portugal, cargo confiado pelo rei a um português ou, em alternativa a um membro da família real, e, por vezes, por uma junta governativa. Assim, Espanha deixou a administração de Portugal e do seu império em grande parte aos portugueses, sob a supervisão de Madrid, canalizada através do vice-rei em Lisboa. Questões importantes, no entanto, eram encaminhadas para Madrid, onde eram apresentadas ao Conselho de Portugal. No reino de Portugal, o sistema polisinodial é reforçado:
- Conselho de Estado de Lisboa é o Conselho privado do Rei, encarregado de debater questões importantes relacionadas com a Coroa, especialmente a política externa. Os conselheiros podem enviar as suas observações ao rei, e o rei consulta-os através do seu vice-rei. Embora o Conselho de Estado de Lisboa trabalhasse como principal assessor do delegado do rei, este Conselho de Estado não tinha poderes administrativos claramente definidos e não tinha um papel relevante de coordenação. Os reis espanhóis mantiveram o sistema de dois secretários de Estado, um para o reino e outro para a "Índia", ou seja, para as colónias, apesar de vários conflitos sobre a sua jurisdição, até à criação do "Conselho da Índia" em 1604.
- Da mesma forma, os reis espanhóis mantiveram a "Mesa da Consciência e Ordens", que era simultaneamente tribunal e Conselho para assuntos religiosos, e que era responsável pela administração de assuntos eclesiásticos e da propriedade das ordens militares nas colónias e no país.
- A Inquisição Portuguesa permaneceu independente da Mesa da Consciência e Ordens. Existiam três tribunais principais em Lisboa, Coimbra e Évora.
- Também foi preservado o Desembargo do Paço ou Conselho de Justiça, em Lisboa, última instância de todo o sistema judicial português. Este conselho, o mais alto tribunal do reino, controlava a nomeação de todos os magistrados e juízes e supervisionava a Casa de Suplicação ou tribunal de apelações, em Lisboa, bem como os tribunais superiores nos territórios ultramarinos portugueses. A primeira função do Desembargo do Paço era controlar o recrutamento dos magistrados (Leitura de bacharéis) e monitorá-los no exercício do cargo, bem como em todo o conjunto das profissões jurídicas. O Desembargo do Paço arbitrava os conflitos entre os outros tribunais do reino. Este tribunal concedeia dispensas, atos de legitimação e outras questões relevantes sobre a justiça e a graça, e por vezes aconselhava o rei em questões políticas e económicas, bem como judiciais. Além disso, uma comissão de juristas criada para reformar o sistema legal produziu uma nova legislação para Portugal, as Ordenações Filipinas, promulgada em 1603.
- A Casa de Supplicação e a Casa do Civel, dois tribunais reais de recurso para os processos civis e penais. A Casa do Civel exercia a sua jurisdição sobre a parte norte do reino, e a Casa de Supplicação sobre o resto do reino, incluindo as ilhas e o estrangeiro.
- Em 1591, os quatro Vedores da Fazenda (superintendentes do Tesouro) foram substituídos por um Conselho da Fazenda composto por um Vedor da Fazenda presidindo quatro conselheiros (dois deles advogados) e quatro secretários. O Conselho da Fazenda exercia um controle sobre os funcionários das finanças, administrava os bens particulares do rei e exercia a sua jurisdição sobre as alfândegas e os arsenais, o tribunal de contas e a administração dos monopólios do comércio com o exterior.
- A partir de 1604, o então criado Conselho da Índia foi investido com poderes sobre todos os assuntos no exterior, além de questões relativas à Madeira, aos Açores e às fortalezas de Marrocos, nomeando as autoridades coloniais e emitindo os despachos. No entanto, era o Conselho da Fazenda que tratava das expedições navais, da compra e venda de pimenta e da recolha das receitas reais, na verdade, com todos os aspectos da economia. Assim, o conselho da Índia exercia apenas poderes limitados. Como criação do rei espanhol, era visto com desagrado pelos portugueses e dada a concorrência com a Mesa da Consciência foi extinta em 1614.

Quando a conjuntura política exigiu reações urgentes surgiu um sistema de reuniões para questões específicas, como a Junta para a reforma do Conselho de Portugal (1606-1607, 1610), a Junta para a classificação das dívidas do tesouro (desde 1627) ou as Juntas para a organização das armadas de socorro ao Brasil (desde 1637)

### A questão da transferência da capital
A junta de governadores que havia permanecido em Portugal após o retorno da corte a Madri em 1583 causava certa apreensão à nobreza portuguesa. A cada ciclo de mudanças, o risco de que indivíduos nascidos na Espanha ou filhos de fidalgos espanhóis ocupassem cargos nos quadros da junta aumentava. O desejo dos lusos de ser a sede da União passou a ser alimentado também por um movimento que promoveu a aparição de textos de caráter político, obras marcadas pelo tom apologético/exaltador do reino português em seu momento de ligação à monarquia filipina, e especialmente voltadas para fazer de Lisboa sede da corte e capital do império ultramarino, Lisboa esta descrita em diversas ocasiões como uma viúva que ansiosamente espera por seu marido (o rei) que estaria em viagem para longe. Embora aparentemente uma vontade meramente estratégica — considerando que Lisboa, cidade portuária, seria uma alternativa mais confortável para comandar um império que se expandia pela África, Ásia e América do que a Madri continental —, os interesses da corte lusa tinham facetas além desta. Ter Lisboa como a sede do império de Filipe levaria Portugal de volta ao centro das atenções do cenário europeu, já que o monarca era uma pessoa de grande importância em questões políticas e religiosas que se apresentavam no fim do século XVI; neste aspecto, estes discursos se assemelham à agenda Sebastianista, por remeter a uma nova era de ouro portuguesa. Além disso, a vontade de retornar aos costumes cortesões era bastante presente, sendo que após a regressa de Filipe II à Espanha, estas práticas cessaram em Lisboa. Por mais que tenham tido alguma relevância no período da União, com o nome de Luís Mendes de Vasconcelos sendo aquele de maior destaque, após a revolta em 1640 e a Guerra da Restauração, essas obras caíram em quase completo ostracismo por serem tidas como favoráveis à União.

## Impacto no Império Português

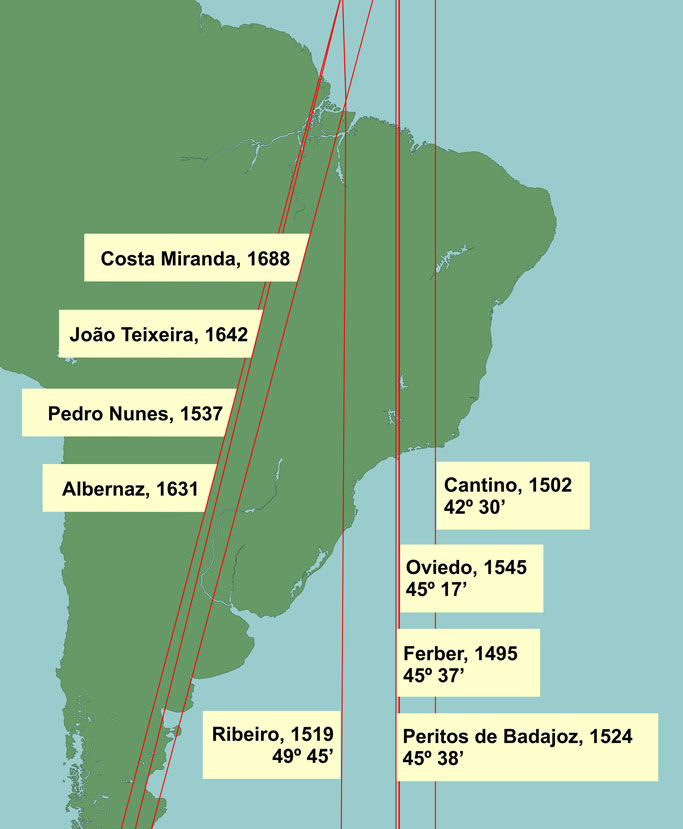
O Meridiano de Tordesilhas segundo diferentes geógrafos: Ferber (1495), Cantino (1502), Oviedo (1545), os peritos de Badajoz (1524), Ribeiro (1519), Pedro Nunes (1537), João Teixeira Albernaz, o velho (1631, 1642) e Costa Miranda (1688).

A União Ibérica resultou no controlo de uma extensão de amplitude mundial, dado que Portugal dominava as costas africanas e asiáticas em torno do oceano Índico, e Castela, o oceano Pacífico e ambas as costas da América Central e do Sul, enquanto ambos compartilhavam o espaço do oceano Atlântico.
Contudo as junção das duas coroas privou Portugal de uma política externa independente, e os inimigos da Espanha voltaram-se contra Portugal. A Inglaterra tinha sido um aliado de Portugal desde o Tratado de Windsor em 1386 e, embora a ajuda inglesa prestada por Isabel I da Inglaterra na rebelião de 1589 manifestasse a sobrevivência da aliança, a guerra entre a Espanha e a Inglaterra levou a uma deterioração das relações e à perda de Ormuz (1622).
A guerra com os holandeses levou a invasões em Ceilão (hoje Sri Lanka), e nos interesses comerciais no Japão (1639), África (São Jorge da Mina, 1637) e principalmente na América do Sul (Salvador em 1624 e Olinda e Recife em 1630).
Especialmente durante o reinado de Filipe IV de Espanha, as colónias portuguesas foram sendo sucessivamente atacadas. Aproveitando o período de fraqueza portuguesa, muitos territórios portugueses no Brasil foram ocupados pelos holandeses que ganharam acesso às plantações de cana de açúcar. Maurício de Nassau foi nomeado governador das possessões holandesas no Brasil em 1637 pela Companhia Holandesa das Índias Ocidentais. Desembarcou no Recife e após uma série de expedições bem sucedidas, gradualmente alargou as possessões holandesas de Sergipe no sul, a São Luís do Maranhão, no norte.

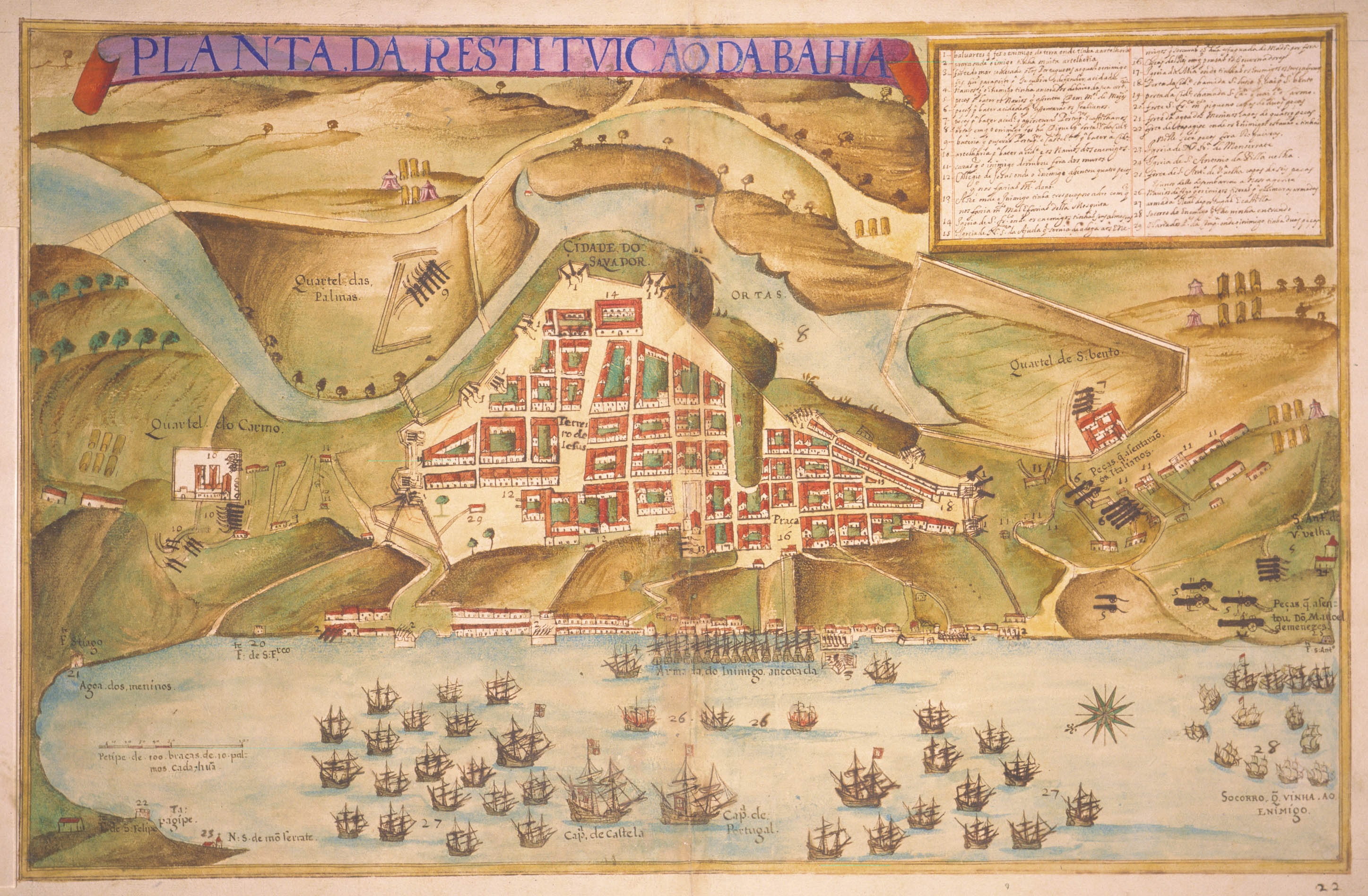
Planta da restituição da Bahia
Do atlas Estado do Brasil, de João Teixeira Albernaz, o Velho, 1631

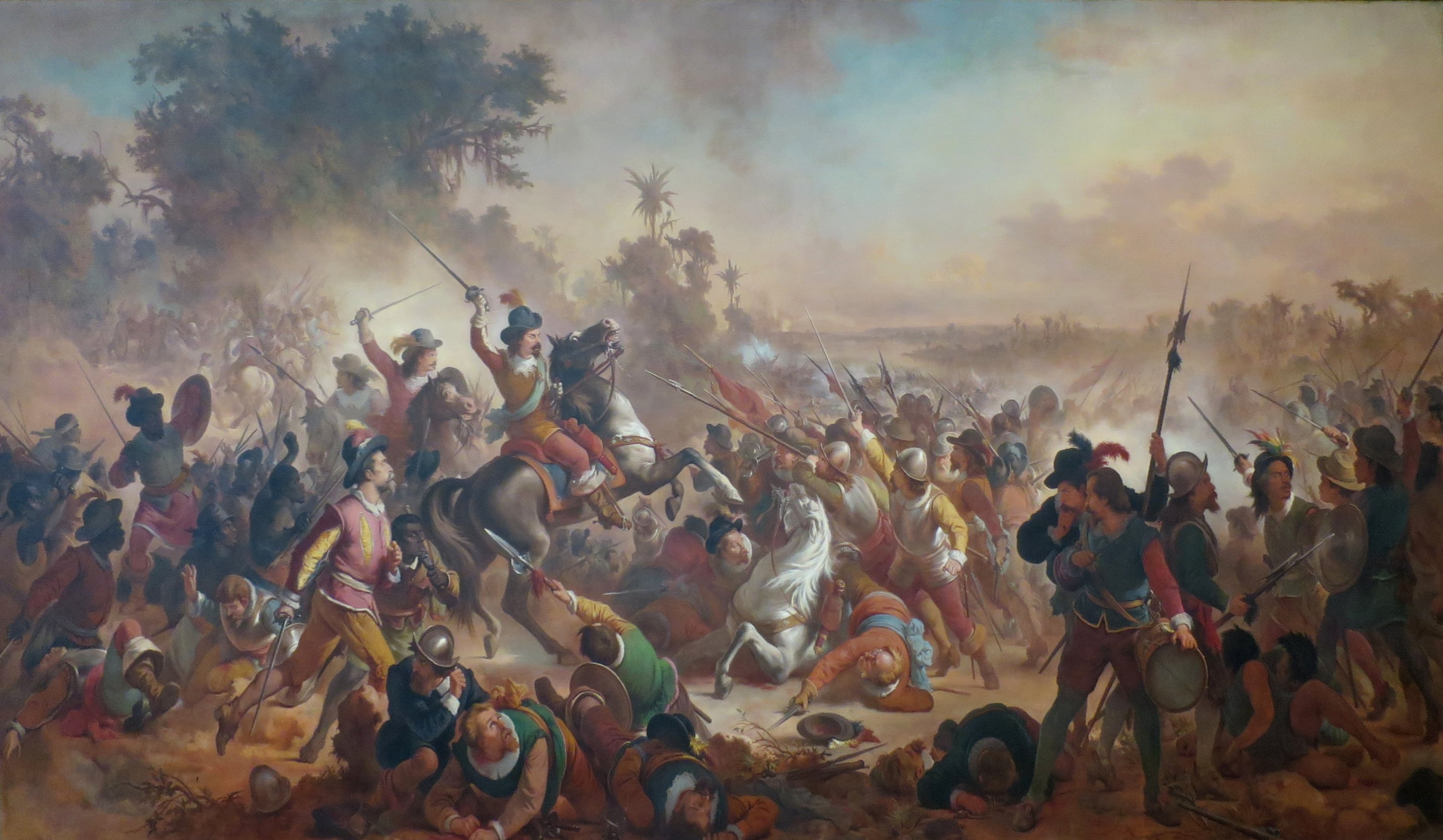
As Batalhas dos Guararapes, episódios decisivos na Insurreição Pernambucana, são consideradas a origem do Exército Brasileiro.

As Dezessete Províncias capturaram uma grande porção da costa brasileira, incluindo a Capitania da Bahia (1624-1625) e a Capitania de Pernambuco (1630-1654), enquanto corsários holandeses saqueavam os navios portugueses e espanhóis no Atlântico e Índico. A área da Bahia foi recuperada um ano após a primeira das invasões holandesas no Brasil por uma alentada expedição militar Ibérica enviada pela Coroa da Espanha em 1625, a chamada Jornada dos Vassalos. Poucos anos depois, a WIC, num audacioso ato de corso no mar do Caribe, saqueou a frota espanhola que transportava o carregamento anual de prata extraída nas colônias americanas, e de posse desses recursos os Países Baixos armaram nova expedição, mais poderosa, desta vez contra a capitania mais rica da colônia, Pernambuco, com o objetivo declarado de restaurar o comércio do açúcar; e desta vez os holandeses só foram definitivamente expulsos vinte e quatro anos mais tarde, como consequência da Batalha dos Guararapes.
Se a união foi prejudicial por causa das guerras travadas pelos Habsburgos, por outro lado os portugueses aproveitaram a união dinástica para contestar o Tratado de Tordesilhas e ocupar em territórios sul-americanos atribuídos à Coroa de Castela. Expandindo o território do Brasil para oeste, realizaram expedições ao interior tanto por ordem da Coroa, as "entradas", como por particulares, os "bandeirantes". Estas expedições exploratórias duravam anos, em busca de riquezas minerais, sobretudo a prata abundante na América espanhola e indígenas para escravização.
Após a dissolução da União Ibérica em 1640, Portugal restabeleceu a sua autoridade sobre parte dos territórios perdidos do Império Português. Porém os territórios obtidos na América do Sul não foram devolvidos, invocando o direito de uti possidetis jure, que no final da união terá ficado territorialmente maior. No sul, expandiram-se de tal forma no Rio Grande do Sul que, já em 1680, visando o comércio com a bacia do rio da Prata e a região andina, fundaram um estabelecimento na margem esquerda do rio, em frente a Buenos Aires: a Colônia do Sacramento (actual Uruguai). A fixação portuguesa em território oficialmente espanhol gerou um longo período de conflitos, conduzindo à negociação do Tratado de Madrid.

## Declínio da União e revolta portuguesa

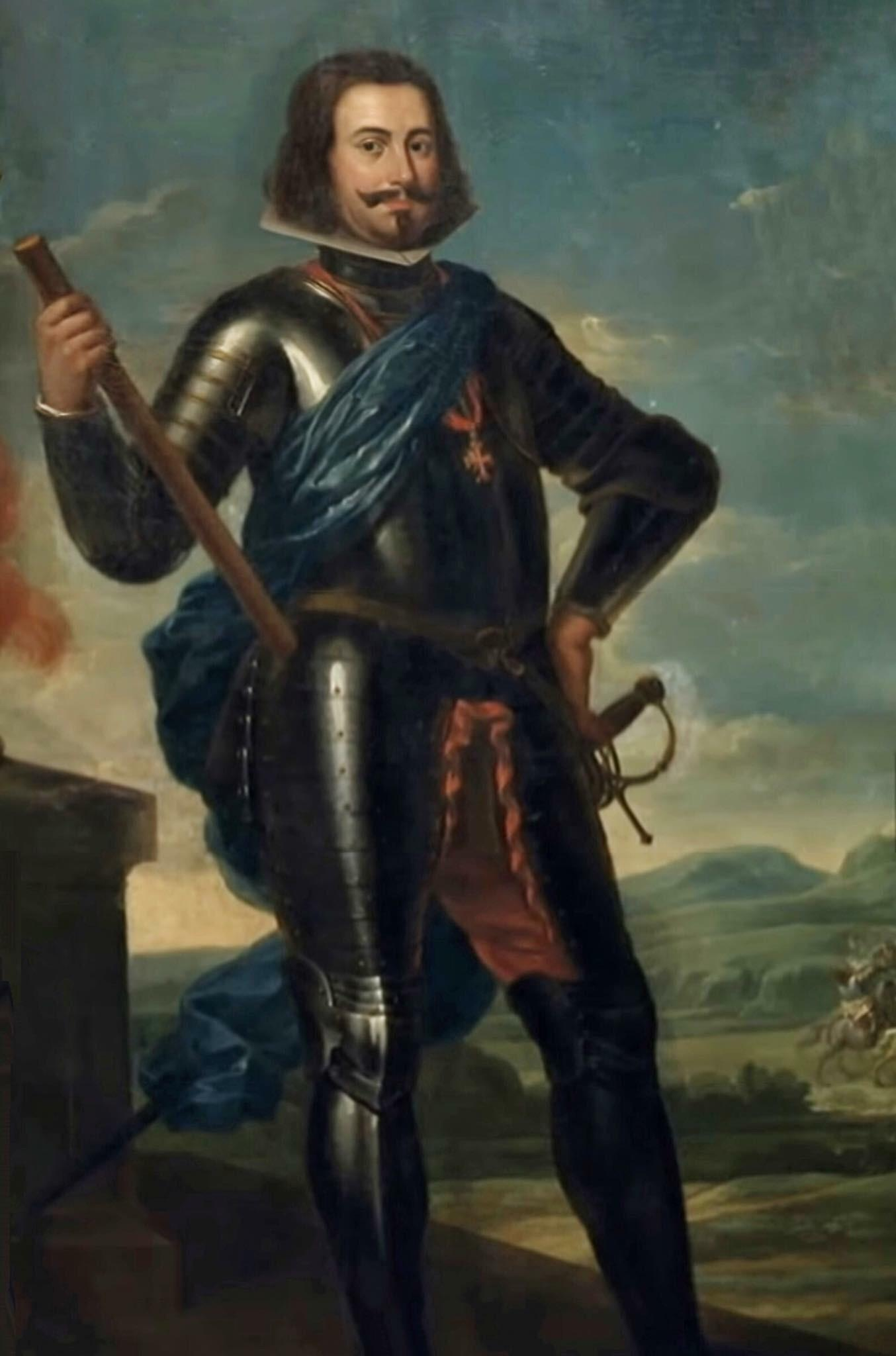
João, 8º duque de Bragança, aclamado João IV de Portugal em 1640

Desde 1583 no exílio, António Prior do Crato empenhou toda a sua vida e fortuna na resistência à união ibérica, procurando o apoio de Isabel I de Inglaterra. O auxílio seria prestado ao longo de vários anos, com várias tentativas de desembarque, como a tentativa de tomar Lisboa da Contra armada inglesa de 1589. Porém, sem efeito. Grande parte da aristocracia aceitara Filipe II como rei, e o povo, com medo e desinteressado, não reagiu. António seria obrigado a partir novamente para o exílio.
A revolta surgiu sessenta anos depois, quando Filipe II de Portugal (Filipe III de Espanha) morreu e foi sucedido por Filipe III de Portugal (e IV de Espanha), o qual teve uma abordagem diferente sobre as questões portuguesas. O aumento de impostos afetou principalmente os comerciantes portugueses. A nobreza portuguesa começou a perder a sua importância nas cortes espanholas, e os cargos de governação em Portugal foram ocupados pelos espanhóis. Em última análise, Filipe III tentou fazer de Portugal uma província real, e os nobres portugueses perderam todo o poder.
Vários outros problemas minaram o apoio português à união com a Espanha. Um deles foi a pressão, especialmente a partir do conde-duque de Olivares, para compartilhar o fardo financeiro e militar das guerras de Espanha. Os portugueses estavam pouco inclinados a ajudar, uma vez que a Espanha não conseguira evitar a ocupação holandesa de várias das suas possessões coloniais, isto apesar do facto de tanto portugueses como holandeses estarem nominalmente sob a mesma coroa.
A situação culminou numa revolução feita pela nobreza e alta burguesia em 1 de dezembro de 1640. A revolução, embora previsível, foi despoletada quando o João, 8º duque de Bragança foi convocado para organizar tropas e lutar contra revoltosos catalães na Guerra dos Segadores, em que a Catalunha lutou pela independência face a Castela, com o apoio do reino de França. Este recusou.
O Cardeal Richelieu, primeiro-ministro de Luís XIII de França, apoiou o Duque e a conspiração portuguesa através de agentes em Lisboa. A trama foi planeada por Antão Vaz de Almada, de Miguel Almeida e João Pinto Ribeiro. Estes, juntamente com vários associados — os "Quarenta Conjurados" ou "conjuradores — aproveitaram o fato de as tropas castelhanas estarem ocupadas no outro lado da Península. Os rebeldes mataram o secretário de Estado Miguel de Vasconcelos "defenestrando-o" do palácio na Praça do Comércio e prenderam a impopular Margarida de Saboia, Duquesa de Mântua, prima do rei, que governava Portugal em seu nome como vice-rainha. O momento foi bem escolhido, uma vez que as tropas de Filipe estavam ocupadas lutando na Guerra dos Trinta Anos, além da mencionada revolução na Catalunha.
O apoio do povo tornou-se evidente quase imediatamente, e logo João, 8º duque de Bragança foi aclamado rei de Portugal em todo o país como João IV de Portugal, iniciando a dinastia de Bragança. A 2 de dezembro de 1640, João já tinha enviado uma carta à Câmara Municipal de Évora como soberano do país.

## A Guerra da Restauração e o fim da união

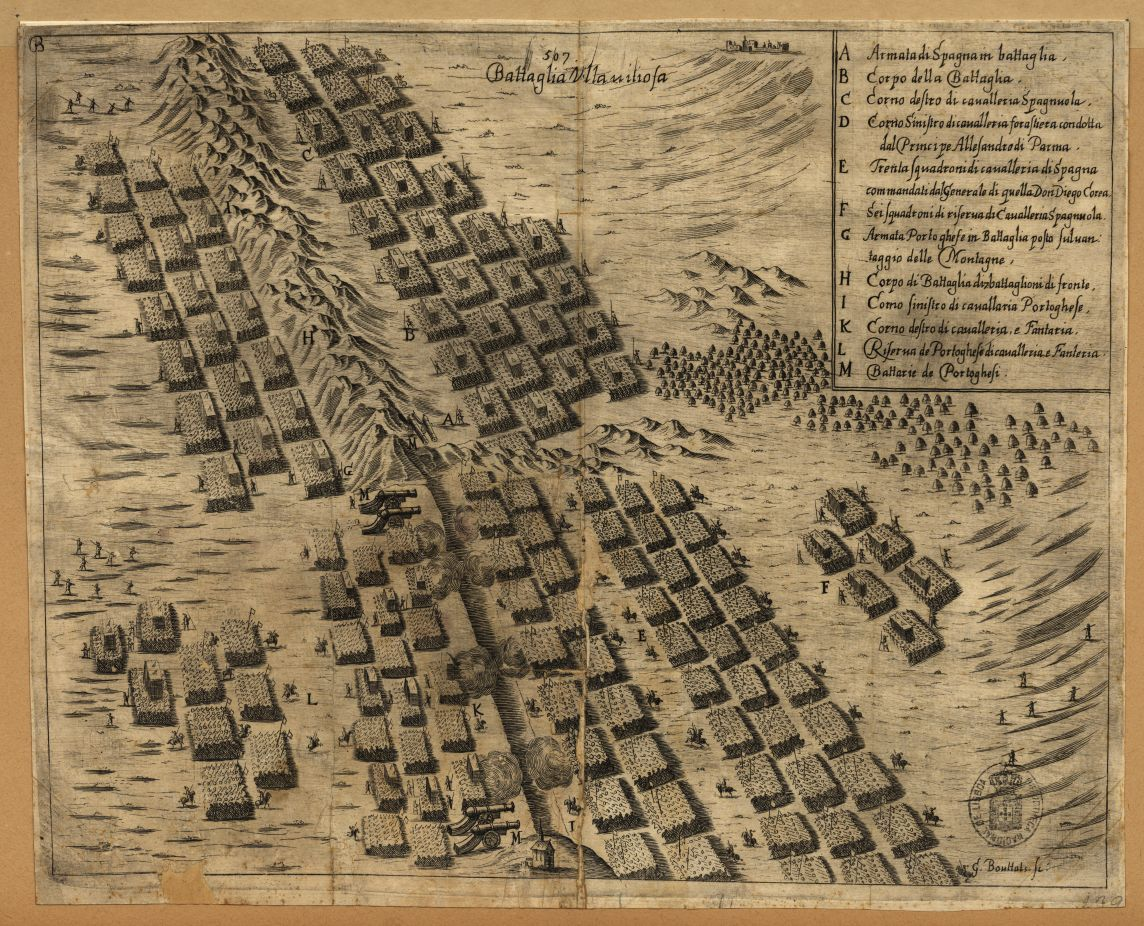
Batalha de Montes Claros, gravura italiana contemporânea

A subsequente Guerra da Restauração Portuguesa contra Filipe IV da Espanha consistiu principalmente em escaramuças perto da fronteira. As batalhas mais importantes foram a Batalha de Montijo em 26 de maio de 1644, a Batalha das Linhas de Elvas (1659), a Batalha do Ameixial (1663), a Batalha de Castelo Rodrigo (1664), bem como a Batalha de Montes Claros (1665). Em todas elas os portugueses saíram vitoriosos.
Várias decisões de João IV para fortalecer as suas forças tornaram essas vitórias possíveis. Em 11 de dezembro de 1640, criou o Conselho de Guerra para organizar todas as operações. Em seguida, criou a Junta das Fronteiras, para cuidar das fortalezas fronteiriças, da hipotética defesa de Lisboa, e das guarnições e portos marítimos. Em dezembro de 1641, institui uma renda para assegurar melhorias em todas as fortalezas paga com os impostos regionais. João IV também organizou o exército, estabeleceu as Leis Militares de Sebastião.
Enquanto isso, as melhores forças espanholas estavam ocupadas nas batalhas contra os franceses na Catalunha, nos Pirenéus, na Itália e nos Países Baixos. As forças espanholas em Portugal nunca receberam um apoio adequado. No entanto, Filipe IV não quis desistir do que considerava ser sua legítima herança. Quando a guerra com França terminou, em 1659, o exército Português estava bem estabelecido e pronto para enfrentar a tentativa de recuperar o controlo pelo desgastado regime espanhol. Depois de várias vitórias, João rapidamente tentou fazer a paz. Mas a sua exigência de que Filipe reconhecesse a nova dinastia reinante em Portugal não seria cumprida até ao reinado do seu filho

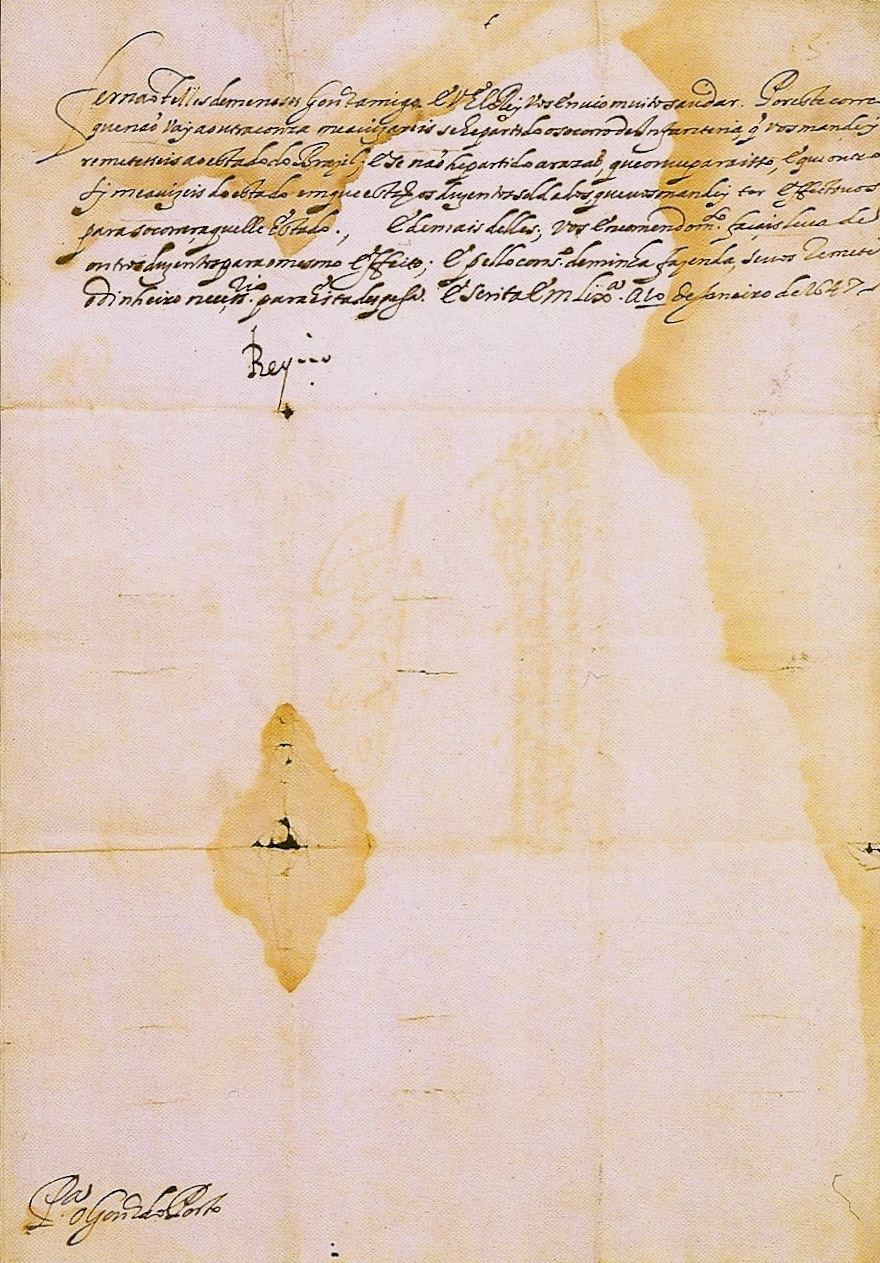
Carta de João IV, de 1647, solicitando o envio de 200 homens para o Recife para ajudar na expulsão dos holandeses. IRB, Brasil

Procurando parceiros na luta contra a Espanha, João IV desenvolveu intensa atividade diplomática, enviando embaixadores para à França, Inglaterra e à República Neerlandesa. Logo em 1641 assinou o Tratado de Haia com os holandeses, uma trégua que teve pouco efeito além mar: em julho os holandeses tomam Malaca. Em 1647 uma armada liderada por Salvador Correia de Sá e Benevides recupera Angola e São Tomé e Príncipe e em 1654 a maior parte do Brasil estava de volta às mãos portuguesas, restabelecendo o poder no Atlântico. Ainda assim, as perdas no Oriente mantêm-se: o sultão de Omã capturou Mascate (1648), os holandeses ocuparam o cabo da Boa Esperança e em 1658 os últimos portugueses abandonam Ceilão.
Focado em restabelecer relações com a Inglaterra, dificultadas pela Guerra civil inglesa onde toma partido pela causa real, Portugal negociou o Tratado de Westminster (1654) com Oliver Cromwell. João IV morreu em 1656. Perdido o apoio Francês após o Tratado dos Pirenéus, a viúva Luísa de Gusmão, regente de Afonso VI de Portugal, renegociou o tratado e selou-o casando a filha Catarina de Bragança com Carlos II de Inglaterra em 1662. O dote consistiu em Tânger, Bombaim e 1.000.000 libras esterlinas, o maior dote jamais apresentado por uma rainha consorte. A paz com os holandeses viria em 1663, após um segundo Tratado de Haia (1661) em que cediam o Brasil mediante pagamento e a perda de Cochim (1662).
A paz com Espanha foi conseguida finalmente em 1668, na regência de Pedro de Bragança (mais tarde rei Pedro II de Portugal), uma vez falecido o renitente Filipe IV da Espanha e ganha a Batalha de Montes Claros (1665) graças ao empenho de Luís de Vasconcelos e Sousa, Conde de Castelo Melhor. Foi selada pelo Tratado de Lisboa (1668) entre Afonso VI de Portugal e Carlos II de Espanha, pondo fim a quase 30 anos de Guerra da Restauração. Espanha reconheceu a independência de Portugal e devolvem-se prisioneiros e conquistas, com exceção da cidade de Ceuta, que ficou na posse de Espanha.

## Origens da dinastia de Bragança
Uma nova dinastia, a dinastia de Bragança, começou com João IV. O ducado da Casa de Bragança era um ramo da Casa de Aviz criado pelo rei Afonso V de Portugal em 1442 para o seu meio-tio Afonso, primeiro duque de Bragança, filho ilegítimo do rei João I de Portugal. Afonso, 1º Duque de Bragança casou com Beatriz Pereira de Alvim, filha de Nun'Álvares Pereira, e, como tal, herdeira mais rica no reino. Os Bragança logo se tornaram uma das mais poderosas famílias do reino e durante as décadas seguintes inter-casar-se-iam com a linha principal da família real portuguesa. Em 1565, João, 6º Duque de Bragança casou com a infanta Catarina de Portugal, duquesa de Bragança, neta do rei Manuel I. Esta ligação com a família real foi determinante na ascensão da Casa Real de Bragança: Catarina foi um dos mais fortes pretendentes do trono durante a crise de sucessão de 1580, mas perdeu a luta para seu primo Filipe II de Espanha. Finalmente, o seu neto tornou-se João IV de Portugal, sendo considerado o herdeiro legítimo.
João IV de Portugal foi um monarca amado, patrono das artes plásticas e da música, compositor competente e escritor de assuntos musicais. Reuniu uma das maiores bibliotecas do mundo. Entre seus escritos pontuam uma defesa do compositor Palestrina e a Defesa de Música Moderna (Lisboa, 1649).
João IV morreu em 1656, e foi sucedido por seu filho Afonso VI de Portugal.